# Mini Juegos del Pacífico 2017
Los Mini Juegos del Pacífico de 2017 se celebraron en Port Vila, Vanuatu, del 4 al 15 de diciembre de 2017. Fue la décima edición de los Mini Juegos del Pacífico, y la segunda celebrada en Vanuatu (la primera fue en los juegos de 1993).

## Naciones participantes
Hubo 24 equipos nacionales que compitieron en los juegos.
| - Samoa Americana - Australia - Islas Cook - Fiyi - Guam - Kiribati - Islas Marshall - Micronesia - Nueva Caledonia - Nueva Zelanda - Nauru - Niue | - Islas Norfolk - Islas Marianas del Norte - Palaos - Papúa Nueva Guinea - Samoa - Islas Salomón - Tokelau - Tonga - Tuvalu - Vanuatu - Wallis y Futuna - Atletas independientes de PGC |

## Medallero
País sede destacado.
| Pos. | Nación                        | Medalla de oro | Medalla de plata | Medalla de bronce | Total |
| ---- | ----------------------------- | -------------- | ---------------- | ----------------- | ----- |
| 1º   | Nueva Caledonia               | 46             | 16               | 20                | 82    |
| 2º   | Papúa Nueva Guinea            | 32             | 32               | 21                | 85    |
| 3º   | Fiyi                          | 23             | 31               | 24                | 78    |
| 4º   | Vanuatu                       | 22             | 26               | 27                | 75    |
| 5º   | Samoa                         | 20             | 16               | 10                | 46    |
| 6º   | Islas Salomón                 | 8              | 11               | 18                | 37    |
| 7º   | Tonga                         | 4              | 4                | 12                | 20    |
| 8º   | Islas Cook                    | 4              | 4                | 5                 | 13    |
| 9º   | Kiribati                      | 3              | 5                | 4                 | 12    |
| 10º  | Islas Marshall                | 3              | 0                | 0                 | 3     |
| 11º  | Nueva Zelanda                 | 2              | 7                | 0                 | 9     |
| 12º  | Wallis y Futuna               | 2              | 3                | 3                 | 8     |
| 13º  | Atletas independientes de PGC | 2              | 1                | 0                 | 3     |
| 14º  | Nauru                         | 1              | 9                | 15                | 25    |
| 15º  | Guam                          | 0              | 1                | 1                 | 2     |
| 15º  | Tuvalu                        | 0              | 1                | 1                 | 2     |
| 17º  | Australia                     | 0              | 0                | 2                 | 2     |
| 18º  | Samoa Americana               | 0              | 0                | 1                 | 1     |
| 18º  | Islas Marianas del Norte      | 0              | 0                | 1                 | 1     |
| 18º  | Tokelau                       | 0              | 0                | 1                 | 1     |

Actualizado al final de la competición

## Deportes
Participaron catorce deportes:
| - Baloncesto 3x3 - Tiro con arco - Atletismo - Voleibol de playa - Boxeo - Fútbol (Detalles) - Golf | - Judo - Karate - Netball - Rugby 7 - Tenis de Mesa - Tennis - halterofilia |